# Кендалл, Эдуард
Эдуа́рд Ке́лвин Ке́ндалл (англ. Edward Calvin Kendall; 8 марта 1886, Норуолк, Коннектикут, США — 4 мая 1972, Принстон, Нью-Джерси, США) — американский биохимик, лауреат Нобелевской премии по физиологии и медицине в 1950 году (совместно с Тадеушем Рейхштейном и Филипом Хенчем) «за открытия, касающиеся гормонов коры надпочечников, их структуры и биологических эффектов».

## Биография
Родился Эдуард Кендалл 8 марта 1886 года в Саут-Норуолке. В 1910 году окончил Колумбийский университет. С 1911 по 1914 год работал в клинике Нью-Йорка, а в 1914 году работал в клинике Рочестера. С 1921 по 1951 год занимал должность профессора физиологической химии Миннесотского университета в Миннеаполисе. С 1952 по 1972 год занимал должность профессора химии Принстонского университета.
Скончался Эдуард Кендалл 4 мая 1972 года в Принстоне.

## Научные работы
Основные научные работы посвящены биохимии гормонов.
- Открыл тироксин (1914) и кортизон (1948).
- Провёл работы по кристаллизации и установлению структуры глутатиона.

## Членство в обществах
- Член Национальной академии наук США (1950)[9].
- Член Американской академии наук и искусств (1951).
- Член Шведской королевской АН.
- Член ряда других академий наук и научных обществ.

## Награды и премии
- 1950 — Нобелевская премия по физиологии и медицине.